# Stanisław Skimina
Stanisław Skimina (ur. 22 kwietnia 1886 w Pcimiu, zm. 19 września 1962 w Krakowie) – polski filolog klasyczny, latynista, członek PAU, długoletni wiceprzewodniczący Zarządu Głównego Polskiego Towarzystwa Filologicznego, przez wiele lat przewodniczący Krakowskiego Koła PTF. 

## Życiorys
Studia ukończył w Uniwersytecie Jagiellońskim pod kierunkiem wybitnych polskich filologów - m.in. prof. Kazimierza Morawskiego i prof. Leona Sternbacha. Od 1910 aż do 1947 roku zajmował stanowisko profesora gimnazjalnego, przez prawie trzydzieści lat pracując w III Gimnazjum w Krakowie im. Jana Sobieskiego. Był autorem najpopularniejszego przed wojną podręcznika dla szkół średnich do nauki języka łacińskiego Elementa Latina. Od 1924 roku jako docent prowadził w UJ wykłady z zakresu dydaktyki języków starożytnych. Doktorat uzyskał w roku 1918, habilitował się w roku 1927. Dwukrotnie odbywał podróże naukowe, na początku lat dwudziestych po Grecji i Włoszech wspólnie z prof. Tadeuszem Sinką i profesorem gimnazjalnym, również filologiem klasycznym, M. Rozmarynowiczem, a na przełomie 1928/1929 roku do Francji. W roku 1946 został mianowany profesorem tytularnym na Wydziale Humanistycznym UJ. W tym samym czasie podjął się także sprawowania funkcji profesora latynistyki w Uniwersytecie Mikołaja Kopernika w Toruniu. Sześć lat później Skimina uzyskał stopień profesora nadzwyczajnego UJ, a w 1956 r. został nominowany na profesora zwyczajnego. Z dniem 1 października 1960 roku przeszedł na emeryturę.
Skiminie pracę naukową przerwał wybuch II wojny światowej. 6 listopada 1939 został aresztowany w ramach Sonderaktion Krakau i trafił do obozu w Sachsenhausen Z tamtego okresu pochodzą jego wspomnienia. 8 lutego 1940 zwolniony z obozu wrócił do Krakowa wraz z grupą innych starszych profesorów, zaangażował się w tworzenie zakonspirowanego polskiego szkolnictwa, m.in. organizując tajne matury.
Stanisław Skimina zajmował się także problematyką twórczości polskich poetów nowołacińskich i pracą edytorską, a także tłumaczeniem. Był wydawcą krytycznego opracowania polsko-łacińskiego wydania dzieł M.K. Sarbiewskiego: „O poezji doskonałej” (1954) i Wykładów poetyki (1958). W latach późniejszych współpracował również z Polskim Słownikiem Biograficznym, dla którego opracował wiele haseł. W 1956 został odznaczony Krzyżem Komandorskim 
 Orderu Odrodzenia Polski.
Został pochowany na cmentarzu Rakowickim w Krakowie.

## Publikacje
- Chrysostomicum, „Eos” 33 (1930-1931), s.162.
- De Joannis Chrysostomo „demagoge”, „Przegląd Teologiczny” 4 (1923), s.34-48.
- De Joannis Chrysostomo libelli varietate, „Eos” 32 (1929), s.711-730.
- De Joannis Chrysostomo rhytmo oratorio, Archiwum Filologiczne PAU 1927.
- De Bernardo Silvestri Vergilii Interprete (1930),
- Comment étudier les clausules dans la prose métrique grecque (1934) - praca z zakresu teorii i metodyki badań filologicznych,
- Harmonia między formą rytmiczną a treścią w pieśniach Horacjusza (1946),
- Twórczość poetycka Jana Dantyszka (Kraków 1948).